# Keid
40 Eridani, auch als ο2 Eridani (Omicron2 Eridani) oder Keid (von dem arabischen Wort القيض, DMG al-qaiḍ ‚Eierschale‘) bekannt, ist ein Dreifachsternsystem und etwa 16,3 Lichtjahre von der Erde entfernt.
Das System liegt im Sternbild Eridanus und wurde im Jahr 1783 von William Herschel als Doppelsternsystem identifiziert. 1851 entdeckte Otto Wilhelm von Struve, dass eine der Komponenten selbst ein Doppelsternsystem ist. 1910 wurde die Komponente B als Weißer Zwerg identifiziert, da dieser Stern trotz seiner geringen Leuchtkraft dem Spektraltyp A angehört. Damit war dieser Stern der erste kompakte Zwergstern, der entdeckt wurde.

## Komponenten

### 40 Eridani A
40 Eridani A ist ein orangefarbener Hauptreihenstern vierter Größe der Spektralklasse K0 V. Er besitzt eine etwa 10 % geringere Masse als die Sonne und etwa ein Drittel ihrer Leuchtkraft.

### 40 Eridani B und C
40 Eridani B, ein Weißer Zwerg neunter Größe (Spektralklasse DA2.9), besitzt etwa die Hälfte der Sonnenmasse. Da er die Hauptreihenphase bereits hinter sich gelassen hat, ist davon auszugehen, dass dieser Stern bei Entstehung des Systems die massereichste Komponente war. Nachdem er die Hauptreihe verlassen hatte, um schließlich zum Weißen Zwerg zu werden, stieß er einen Großteil seiner ursprünglichen Masse ab.
40 Eridani C ist ein Roter Zwerg elfter Größe mit der Spektralklasse M4.5 V und gehört zu den Flare-Sternen. Als Veränderlicher trägt er die Bezeichnung DY Eridani.
Die Komponenten B und C umkreisen den Primärstern in etwa 400 AE innerhalb von etwa 7200 Jahren. Das enge Paar B und C bewegt sich auf einem Orbit mit einem Radius von etwa 35 AE, wobei ein Umlauf etwa 252 Jahre dauert.

## Planet
Im Jahr 2018 wurde ein Planet im Orbit von 40 Eridani A in der habitablen Zone mit einer Masse von 8,47 ±0,47 Erdmassen entdeckt und damit als Supererde eingestuft. Messungen von 2024 bezweifeln allerdings, dass ein Planet dieser Größe dort existiert, und erklären die beobachteten zyklischen Variationen von stellarer Aktivität auf 40 Eridani A.
| Planet | Umlaufzeit [d]    | Große Halbachse [AE] | Inklination [Grad] | Radius [RE] | Masse         |
| ------ | ----------------- | -------------------- | ------------------ | ----------- | ------------- |
| b      | 42,38 ± 0,01 Tage | 0.22446 ±0.00004     | –                  | –           | 8,47 ±0,47 ME |

## 40 Eridani in der Fiktion
Im fiktiven Star-Trek-Universum ist 40 Eridani A die Sonne von Spocks Heimatwelt Vulkan. Obwohl dies in Film und Fernsehen nie direkt erwähnt wurde, bezeichnen sowohl das lizenzierte Buch Star Trek: Star Charts als auch Star-Trek-Erfinder Gene Roddenberry selbst 40 Eridani als den Stern, um den Vulkan kreist. Daneben spricht Commander Tucker, einer der Hauptfiguren der TV-Serie Star Trek: Enterprise, von einer Entfernung von 16 Lichtjahren zwischen Vulkan und Erde, was ungefähr der tatsächlichen Entfernung von 40 Eridani entspricht.
In Andy Weirs Roman Der Astronaut begegnet der Protagonist auf seiner Mission zu Tau Ceti einer intelligenten außerirdischen Lebensform, die auf 40 Eridani A b beheimatet ist.
In der Bobiverse-Romanreise wird in dem Sonnensystem ein bewohnbares Doppelsystem gefunden.